# Западное крыло Белого дома
В Западном крыле Белого дома находится офис президента США. Западное крыло содержит Овальный кабинет, зал заседаний Кабинета, Ситуационную комнату и комнату Рузвельта.
На четырех этажах Западного крыла находятся кабинеты вице-президента, главы администрации Белого дома, советника президента, старшего советника президента, пресс-секретаря Белого дома и их вспомогательный персонал. Рядом с офисом пресс-секретаря, в колоннаде между Западным крылом и резиденцией руководителей, находится комната брифингов для прессы Джеймса С. Брэди, а также рабочее место пресс-службы Белого дома.

### История
До строительства Западного крыла президентский аппарат работал на западном конце второго этажа того, что сейчас является резиденцией президента. Однако, когда Теодор Рузвельт стал президентом, он обнаружил, что существующих комнат в особняке недостаточно для размещения его семьи из шести детей, а также его сотрудников.
Год спустя, в 1902 году, первая леди Эдит Рузвельт наняла фирму «Макким, Мид энд Уайт» чтобы отделить жилые помещения от офисов, увеличить и модернизировать общественные помещения, переделать ландшафтный дизайн и обновить интерьер. Конгресс одобрил более полумиллиона долларов на реконструкцию.
Западное крыло изначально задумывалось как временное офисное здание, построенное на месте обширных теплиц и конюшен. Кабинет президента и кабинет занимали восточную треть здания, ближайшую к резиденции, и примыкали к ней террасу с колоннадой. Прямоугольный кабинет Рузвельта с прилегающим кабинетом через двойные двери, который находился примерно там, где сейчас находится зал Рузвельта, недалеко от центра. В 1909 году Уильям Ховард Тафт расширил здание на юг, покрывая теннисный корт. Он разместил первый Овальный кабинет в центре южного фасада пристройки, напоминающий овальные комнаты на трех этажах Белого дома. Позже, в начале своего президентства, Герберт Гувер перестроил Западное крыло, частично выкопав подвал и поддерживая его конструкционной сталью. Однако завершенное здание просуществовало менее семи месяцев. 24 декабря 1929 года западное крыло было значительно повреждено электрическим пожаром.
Этот пожар был самым разрушительным со времён сожжения Вашингтона за 115 лет до этого. Для тушения пожара потребовалось сто тридцать пожарных, более девятнадцати моторных рот и четыре грузовых роты. Пожар, вызванный неисправностью или засорением дымохода, или неисправной проводкой, начался на чердаке здания, где, по оценкам, хранилось около 200 000 правительственных брошюр. Эти документы быстро воспламенились.
Многие из важных документов в этом районе были недавно перенесены в Библиотеку Конгресса после незначительной реконструкции здания. Пожар был замечен примерно в 20:00 посланником Белого дома Чарли Уильямсоном, и были приняты немедленные меры по спасению предметов в здании. Гувер перестроил Западное крыло и добавил кондиционирование воздуха.
Четвертая и последняя крупная реорганизация была проведена менее чем через три года Франклином Д. Рузвельтом. Недовольный размером и планировкой Западного крыла президента Гувера, он нанял нью-йоркского архитектора Эрика Гуглера для его реконструкции в 1933 году. Чтобы создать дополнительное пространство, не увеличивая видимый размер здания, Гуглер выкопал целый подвал и добавил несколько подземных офисов под прилегающей лужайкой, и построил ненавязчивый «пентхаус». Решение о том, чтобы выжать из существующего здания как можно больше офисных помещений, повлияло на его узкие коридоры и тесные офисы для персонала. Самым заметным изменением Гуглера стало добавление к восточной стороне нового кабинета, кабинета секретаря и овального кабинета. Расположение нового офиса давало президентам большую конфиденциальность, позволяя им перемещаться между Белым домом и Западным крылом, не попадая в поле зрения персонала. По мере того, как во второй половине 20-го века численность президентского аппарата росла, Западное крыло в целом стало рассматриваться как слишком маленькое для выполнения его современных правительственных функций. Сегодня большая часть сотрудников Администрации президента находится в соседнем здании Администрации Эйзенхауэра.

### Расположение
В Западном крыле расположены: Овальный кабинет, Кабинет, комната Рузвельта, Ситуационная комната, на первом этаже Западного крыла также находится небольшой ресторан, принадлежащий Службе общественного питания при президенте и укомплектованный военно-морскими кулинарами и названный «Столовой Белого дома». Он расположен под Овальным кабинетом и был основан президентом Трумэном 11 июня 1951 года.
Ричард Никсон также переименовал комнату, которую Франклин Рузвельт ранее называл «Рыбной комнатой» (где он держал аквариумы и где Джон Ф. Кеннеди выставлял трофейных рыб), в честь двух президентов Рузвельта: Теодора, который первым построил Западное крыло, и Франклина, который построил нынешний Овальный кабинет. По традиции портрет Франклина Д. Рузвельта висит над камином комнаты Рузвельта во время правления президента от Демократической партии, а портрет Теодора Рузвельта висит во время правления президента-республиканца (хотя Билл Клинтон выбрал сохранить портрет Теодора Рузвельта над камином). Раньше на противоположной стене висел портрет, не висевший над камином. Однако во время первого срока правления Джорджа Буша на противоположной стене был размещен аудиовизуальный кабинет, обеспечивающий безопасные аудиовизуальные конференции через зал от Овального кабинета.

#### Комната для пресс-брифингов
В 1930-х годах некоммерческая организация «March of Dimes», которая работает над улучшением здоровья матери и ребенка, построила бассейн, чтобы Франклин Рузвельт мог заниматься спортом в качестве терапии его инвалидности, связанной с полиомиелитом. Ричард Никсон накрыл бассейн, чтобы создать комнату брифингов для прессы, где пресс-секретарь Белого дома проводит ежедневные брифинги.

#### Пресс-служба Белого дома
Журналисты, корреспонденты и другие представители пресс-службы Белого дома имеют офисы рядом с комнатой для брифингов.

### Изображение в сериале «Западное крыло»
В 1999 году телесериал «Западное крыло» привлёк большое внимание общественности к работе президентской администрации, а также к тем, кто работает в Западном крыле. Сериал рассказывал о трудовой жизни вымышленного президента-демократа Джозайи Бартлета и его высокопоставленных сотрудников. На вопрос, точно ли в сериале была отражена рабочая среда 2003 года, пресс-секретарь Скотт Макклеллан сказал, что в сериале показано больше людей и более крупные комнаты, чем в реальном Западном крыле.